# Isoctenia
Isoctenia este un gen de molii din familia Lymantriinae.